# Cybaeodes
Cybaeodes es un género de arañas araneomorfas de la familia Liocranidae. Se encuentra en la cuenca del Mediterráneo occidental.

## Lista de especies
Según The World Spider Catalog 12.0:
- Cybaeodes alicatai Platnick & Di Franco, 1992
- Cybaeodes avolensis Platnick & Di Franco, 1992
- Cybaeodes carusoi Platnick & Di Franco, 1992
- Cybaeodes liocraninus (Simon, 1913)
- Cybaeodes madidus Simon, 1914
- Cybaeodes mallorcensis Wunderlich, 2008
- Cybaeodes marinae Di Franco, 1989
- Cybaeodes molara (Roewer, 1960)
- Cybaeodes sardus Platnick & Di Franco, 1992
- Cybaeodes testaceus Simon, 1878